# José Luís Ferrer Vicent
José Luís Ferrer Vicent (Borriana, 27 de desembre de 1952 - 17 de maig de 2006), més conegut com a Regino, va ser un artista faller valencià. Junt al seu germà Santiago s'inicia al món de la creació de Falles a l'obrador de Josep Pascual Ibáñez, Pepet.
La seua carrera artística arriba al punt més alt en les Falles de València de l'any 1981 on plantant l'obra "Amb la música a altra banda" per la comissió Regne de València - Mestre Serrano aconsegueix el primer premi de la Secció Especial. Aquesta Falla passarà a la posteritat també per formar part d'un segell de Correus dedicat a la festa fallera en 1984. En la seua Borriana natal aconsegueix el màxim guardó en diverses ocasions.
El risc i la gosadia són característiques molt presents a les seues composicions no sense haver-li costat algun esglai en més d'una Plantà. Dins de la seua obra també cal destacar el tractament formal i pictòric dels cadafals i la caricatura neta i brillant de personatges famosos. L'humor i la crítica impregnaven cada ninot i cada escena dels seus treballs. D'ell també es menciona les dificultats en la gestió dels recursos temporals i econòmics al seu taller, fet que al llarg de la seua trajectòria li generava situacions complicades per acabar les seues Falles deixant en mans dels fallers la finalització dels seus cadafals en algunes ocasions.
El seu nom junt al d'altres artistes fallers borrianencs coetanis com Pepet, Arturo Musoles o els germans Soro forma part de l'anomenada Escola de Borriana.